# Distretto di Shimohei
Il distretto di Shimohei (下閉伊郡, Shimohei-gun?) è uno dei distretti della prefettura di Iwate, in Giappone.
Fanno parte del distretto i comuni di Fudai, Iwaizumi, Tanohata e Yamada.
| Controllo di autorità | VIAF (EN) 252684168 · NDL (EN, JA) 00630954 |